# Аліса Севулеску
Аліса Севулеску (рум. Alice Săvulescu; *29 жовтня 1905, Олтеніца, Румунія — †1 лютого 1970, Бухарест) — румунський міколог і фітопатолог.

## Біографія
У 1924 вступила до Бухарестського університету, який закінчила в 1929. З 1929 по 1931 працювала в Інституті культивування тютюну і бродіння. У 1931 переїхала в Колумбію, де працювала з 1931 по 1934. У 1934 повернулася в Румунію і влаштувалася на роботу в Румунський сільськогосподарський інститут, де з 1934 по 1939 завідувала лабораторією, а з 1939 до 1949 завідувала відділом фітопатології. З 1950 по 1970 завідувала відділом мікробіології і фітопатології Інституту біології.

## Особисте життя
Чоловік — Траян Севулеску — румунський ботанік, міколог, фітопатолог, державний діяч і член Румунської академії наук (1938-1963).

## Наукові роботи
Вивчала взаємини системи паразит — господар, вірусні хвороби ряду рослин і дії фунгіцидів.

## Членство в спільнотах
- Член Нью-Йоркської Академії наук.
- Член Румунської Академії наук.
- Член ряду інших наукових товариств.